# Ursus (personaje)
Ursus (del latín Ursus , "oso") es un personaje cinematográfico protagonista de un gran número de películas de género péplum. 
El personaje de Ursus está inspirado en un personaje esclavo cristiano que aparece en la novela Quo vadis?, del escritor polaco Henryk Sienkiewicz, publicada en 1895 y adaptada al cine en 1901 en una película de tan solo 3 minutos. En la adaptación italiana de la novela, Quo vadis? (1913), de Enrico Guazzoni, el personaje de Ursus, interpretado por Bruto Castellani, juega un papel destacado y apreciado por el público, hasta el punto de que el actor ya no es contratado únicamente para interpretar personajes de hombres musculosos.
El personaje de Ursus es objeto de una decena de películas tras el éxito del héroe Hércules en el cine a finales de la década de 1950. Los estudios cinematográficos buscan entonces inventar otros personajes similares para aprovechar esta moda. El cineasta italiano Carlo Campogalliani lanza entonces el personaje de Ursus, que se convierte en un coloso al estilo de Hércules.
Siendo las tramas bastante intercambiables, no es raro que se cambie el nombre del héroe, incluso en el título, con motivo del estreno de una película en tal o cual país, según las expectativas comerciales de los estudios.

## Películas
- Ursus, película de Pio Vanzi, Italia, 1922.
- Ursus, que en Francia se convirtió en La Fureur d'Hercule, película de Carlo Campogalliani, Italia-España, 1961. El nombre de Ursus se cambia a Hércules en la versión francesa.
- La Vendetta di Ursus, película de Luigi Capuano, Italia, 1961.
- La regina delle amazzoni, película de Vittorio Sala, 1961. El héroe Glaucus pasa a llamarse Ursus en la versión alemana de la película, cuyo título pasa a ser Ursus im Reich der Amazonen.
- Ursus nella valle dei leoni, película de Carlo Ludovico Bragaglia, Italia, 1962. En Francia y Bélgica, el título de la película se cambia a Maciste dans la vallée des lions (destacando Maciste, otro héroe musculoso).
- Ursus e la ragazza tartara, película de Remigio Del Grosso, Italia, 1962.
- Ursus nella terra di fuoco, película de Giorgio Simonelli, Italia, 1963.
- Ursus, il gladiatore ribelle, película de Domenico Paolella, Italia, 1963.
- Ursus, il terrore dei Kirghisi, película de Antonio Margheriti y Ruggero Deodato, Italia, 1964.
- Gli invincibili tre, película de Gianfranco Parolini, Italia, 1964.
- Ercole, Sansone, Maciste e Ursus gli invincibili, película de Giorgio Capitani, Italia, 1964.